# Gabriel Estaba
Gabriel Ramón Estaba García (nacido en Carúpano el 24 de marzo de 1967) es un exbaloncestista venezolano. Jugaba de alero. Internacional por Venezuela, su primer equipo fue Panteras de Lara.

## Carrera
Tiene sus primeras experiencias en la Liga Especial de Baloncesto con el equipo de Panteras de Lara y en 1985 emprende camino a Estados Unidos para jugar en el baloncesto escolar, defendiendo los colores del Jacksonville JC durante tres temporadas, completando su año sénior con el equipo de la Universidad de South Alabama en la campaña 1988-89. Durante su carrera universitaria siguió jugando la liga de su país una vez acabada la temporada en el norte, defendiendo los colores de Panteras de Miranda.
Inicia pues su verdadera carrera profesional, permaneciendo en Estados Unidos, donde probó varias veces por lograr un sitio en alguna franquicia profesional sin éxito, nunca deja de lado eso si, su liga nacional y en 1990 defiende a Marinos de Oriente. Tras ser cortado en la pretemporada por los Charlotte Hornets en 1990, marcha a Europa para jugar en Portugal con Académica de Coimbra, donde cuajó una buena temporada en lo personal, fijándose en el un club de la Liga ACB como el Caja San Fernando, aunque nunca jugó en partido oficial con los sevillanos, tras otra temporada con Marinos de Oriente en la que logran el Título de la Liga Especial, en 1992 pasa a Bravos de Portuguesa, pero en febrero retorna a la península ibérica para jugar en la 1.ª división con el Lagisa Gijón, donde fue fichado para ser el sustituto temporal de Bob Harstad, pero al final no pudo jugar por problemas con su pase internacional, volviendo así a reincorporarse al equipo venezolano.La temporada siguiente se comprometería con el C.B. Askatuak, también de la 1.ª división. Siguió jugando para Bravos de Portuguesa / Malteros de Lara (actuales Guaros de Lara) hasta 1995, mientras tuvo un par de salidas al exterior jugando para Ganaderos de Hatillo en Puerto Rico donde venció la liga que organizó la COLICEBA y también con Mauricio Báez en la República Dominicana.
Desde 1996 defendió los colores de los Gaiteros del Zulia, hasta su retirada en 2002. Con los de Maracaibo logró dos títulos más de LPB en 1996 y en el 2001. En 1997 fue llamado de la ACB de España para cubrir la baja por lesión, nuevamente, de Bob Harstad en el Caja Cantabria, haciendo la pretemporada con el equipo que dirigía Quino Salvo y jugando las dos primeras jornadas de liga. En 1999 anunció una primera retirada, pero regresó en el 2000 jugando hasta 2002. Reapareció en 2004 jugando un único partido esa temporada con los Gaiteros.

### Selección nacional
Fue llamado a la selección por primera vez en 1983 para los Juegos Panamericanos y desde entonces tuvo múltiples apariciones, destacando una exitosa etapa que comprendió las participaciones en el Mundial de Argentina 1990, el Oro en el Campeonato Sudamericano de Valencia en 1991 superando a Brasil en la final, la plata en el Preolímpico de Portland donde enfrentaron en la final al Dream Team y la participación en los Juegos Olímpicos de Barcelona 1992.

## Trayectoria
- 1981-1985 Panteras de Lara, LPB
- 1986-1989 Panteras de Miranda, LPB
- 1985-88 Jacksonville JC , JUCO
- 1988-89 South Alabama Jaguars , NCAA
- 1990 Marinos de Oriente , LPB
- 1990-91 Académica Coimbra,
- 1991 Marinos de Oriente , LPB
- 1991-92 Lagisa Gijón, 1.ª División
- 1992 Bravos de Portuguesa , LPB
- 1992-93 CB Askatuak, 1.ª División
- 1993 Bravos de Portuguesa , LPB
- 1993-94 Ganaderos de Hatillo,
- 1994 Malteros de Lara , LPB
- 1995 Bravos de Portuguesa , LPB
- 1995 Mauricio Báez , Liga del Distrito Nacional   República Dominicana
- 1996-1997 Gaiteros del Zulia , LPB
- 1997-98 Alerta Cantabria Lobos , ACB
- 1998-2002, 2004 Gaiteros del Zulia , LPB

## Palmarés

### Campeonato Nacionales
- Campeón LPB Venezuela 1991, 1996 y 2001
- Campeón Liga de Puerto Rico 1993-94 (No el BSN)

### Consideraciones personales
- Max. Anotador LPB Venezuela 1994
- MVP Liga de Puerto Rico 1993-94

## Participaciones en Juegos Olímpicos
- Anexo:Baloncesto en los Juegos Olímpicos de Barcelona 1992 - 11º.

## Participaciones en Campeonatos Mundiales
- Campeonato Mundial Argentina 1990 - 11º.